# Home (canción de Daughtry)
«Home» es una canción de la banda de rock estadounidense Daughtry, lanzado a través de RCA Records el 10 de abril de 2007 como el segundo sencillo de su primer álbum homónimo de estudio (2006). La canción había escalado en las listas de Estados Unidos durante algunas semanas. 
La canción fue versionada por el músico irlandés Kian Egan que sirve como el sencillo principal de su álbum debut con el mismo nombre.

## Descripción
Chris Daughtry, el líder del grupo Daughtry, compuso la canción el día antes de dejar American Idol. El texto de la canción expresa el agradecimiento del cantante hacia los compañeros del programa, pero al mismo tiempo el deseo de volver a casa para ver a su familia después de la larga distancia.

## Video musical
El video de "Home" fue dirigido por Danny Clinch y filmado en el centro de Greensboro, Carolina del Norte (la ciudad natal de Chris Daughtry) el 23 de marzo de 2007. El video consiste principalmente en la interpretación en vivo de la canción durante el concierto gratuito de la banda en Greensboro. que fue filmado de noche y presenta brillantes efectos de luz verde durante la actuación. El video también se enfoca en varios de los aproximadamente 24,000 fanáticos que asistieron al concierto. Las escenas de esto están intercaladas con varias experiencias que la banda ha tenido en la gira, como mostrar a la banda en el backstage, en el autobús de la gira, firmar autógrafos y simplemente pasar el rato y pasar un buen rato.

## Posicionamiento en lista
| Lista (2007)                        | Posición |
| ----------------------------------- | -------- |
| Canadá (Canadian Hot 100)           | 5        |
| Países Bajos (Dutch Top 40)         | 18       |
| Países Bajos (Mega Single Top 100)  | 81       |
| Nueva Zelanda (Recorded Music NZ)   | 23       |
| Suecia (Sverigetopplistan)          | 52       |
| UK Singles (OCC)                    | 190      |
| Estados Unidos (Billboard Hot 100)  | 5        |
| Estados Unidos (Adult Contemporary) | 1        |
| Estados Unidos (Adult Top 40)       | 1        |
| Estados Unidos (Mainstream Top 40)  | 3        |